# خاکستر و برف
خاکستر و برف فیلمی به کارگردانی و نویسندگی روح‌الله سهرابی ساختهٔ سال ۱۳۹۱ است. این فیلم نامزد سیمرغ بلورین بهترین کارگردانی از سی ویکمین جشنواره فیلم فجر شد. کامبیزدیرباز برای بازی در این فیلم پانزده کیلو به وزن خود اضافه کرد. نگاه جسورانه و لحن انتقادی این فیلم حواشی مختلفی را برای آن به‌وجود آورد اما حضور در جشنواره فجر و سرانجام اکران آن به شایعات پیرامون توقیف خاکستر و برف پایان داد.
این فیلم تحسین فیلم‌سازان و منتقدانی چون احمدرضا معتمدی، حبیب احمدزاده، کیومرث پوراحمد، محمدتقی فهیم، علی شاه‌حاتمی، رامتین شهبازی، جبارآذین، خسرو نقیبی و محمدرضا عرب،، را در پی داشته‌است. فیلم سینمایی خاکستر و برف در سال ۱۳۹۴ در سینماهای ایران اکران شده‌است و نسخه نمایش خانگی آن نیز منتشر شده است.

## خلاصه داستان
فیلمی اجتماعی با موضوع دفاع مقدس دومین ساخته «روح‌الله سهرابی» است و داستان آن دربارهٔ مردی به نام «احسان» است که پس از ۲۵ سال به ایران بازمی‌گردد. او تصمیم دارد با صمیمی‌ترین دوست خود _که زندگی اش را مدیون اوست_ برای آخرین بار تجدید دیدار کند. این دیدار، اتفاقات ناخواسته‌ای را برای او رقم می‌زند. اتفاقی که مسیر زندگی اش را تغییر می‌دهد.

## بازیگران
- کامبیز دیرباز
- میترا حجار
- قربان نجفی
- سیامک ادیب
- وجیهه لقمانی
- حسین مسلمی